# Бабенко Лев Олександрович
Лев (Левко) Олександрович Бабенко (2 квітня 1922, Вінниця — 20 червня 2007) — український орнітолог, фахівець з воронових, завідувач кафедри зоології хребетних біологічного факультету Київського університету протягом 1974—1985 років. Кандидат біологічних наук (1953). Автор понад 90 наукових праць, зокрема, брав участь у створенні Української радянської енциклопедії та Біологічного словника.

## Життєпис
Народився 2 квітня 1922 року у Вінниці. Син науковця-фізика, професора Олександра Бабенка (1881—1959).
З дитинства цікавився орнітологією, був юннатом Київського зоопарку, де займався в гуртку під керівництвом М. В. Шарлеманя і згодом М. А. Воїнственського. У 1939 році поступив на біологічний факультет Київського університету, але навчання перервалося війною і закінчив він його лише 1948 року, після чого навчався в аспірантурі та згодом працював на кафедрі зоології хребетних.
У 1953 році захистив кандидатську дисертацію на тему «Биология и хозяйственное значение вороновых в Приднепровской лесостепи». Протягом 1974—1985 років завідувач кафедри зоології хребетних біологічного факультету Київського університету. Брав участь у низці наукових експедицій, починаючи зі студентських років.
Помер на 86-му році життя 20 червня 2007 року. Похований на центральній алеї Байкового кладовища разом з батьками (ділянка №8а).

## Посилання та джерела

Могила Льва Бабенка та його родини, Байкове кладовище